# Bülüdül
Bülüdül è un comune dell'Azerbaigian situato nel distretto di Lerik. Conta una popolazione di 685 abitanti.